# Đài phát thanh Pháp Á
Đài phát thanh Pháp Á (tiếng Pháp: Radio France-Asie) là đài phát thanh do Pháp thành lập tại Sài Gòn, Quốc gia Việt Nam vào năm 1950, kế tục đài Radio-Saïgon trước đó. Đài có phạm vi phát thanh rộng khắp vùng Viễn Đông: Việt Nam, Hồng Kông, Philippines, Indonesia, Singapore, Myanmar, vươn tới Australia, New Zealand, Ceylon, Ấn Độ, Pakistan và Bắc Âu.

## Lịch sử
Đài Pháp Á là cơ sở phát thanh hải ngoại (Service d'Outre-Mer) phụ thuộc Hệ thống phát thanh - truyền hình Pháp (Radiodiffusion-télévision française - RTF), dẫn nguồn từ các hãng tin của Pháp, Mỹ, Nhật và các chương trình tạp kỹ của Pháp. Trụ sở nằm ở góc ngã tư đường Maréchal de Lattre de Tassigny và đại lộ Somme, nay là góc ngã tư đường Nam Kỳ Khởi Nghĩa và đại lộ Hàm Nghi, Quận 1, Thành phố Hồ Chí Minh. Bộ phận tiếng Hoa nằm tại 13-A đường Taberd, nay là đường Nguyễn Du, Quận 1. Đài có 140 nhân viên, một nửa là người Việt. Đài Radio-Saïgon chính thức trở thành đài Pháp Á vào ngày 13 tháng 4 năm 1950.
Cơ cấu ngôn ngữ của đài là 44% tiếng Pháp, 17% tiếng Việt, 15% tiếng Hoa (Quan thoại, tiếng Quảng Đông, tiếng Triều Châu) và 10% tiếng Anh. Ở Việt Nam, hàng ngày đài phát đi sáu bản tin, ba ở Bắc Kỳ và ba ở Nam Kỳ. Chương trình nghệ thuật đầu giờ tối chiếm thời lượng đáng kể, phát sóng cải lương và các ca khúc tân nhạc. Nhiều ca sĩ Việt Nam nổi tiếng từng hát trên đài hoặc tham gia cuộc thi tiếng hát có Tâm Vấn, Kim Tước, Minh Trang, Duy Khánh, Mai Hương, Khánh Ly,...; nhạc sĩ có Thu Hồ, Thẩm Oánh, Trần Văn Lý, Khánh Băng,...
Đài phát thanh Pháp Á phát sóng lần cuối ngày 27 tháng 2 năm 1956, theo yêu cầu của Tổng thống Việt Nam Cộng hòa là Ngô Đình Diệm vào tháng 12 năm 1955.